# Betty Boo
Alison Moira Clarkson (6 de marzo de 1970 (55 años) Kensington, Londres) conocida como Betty Boo, es una cantante, compositora y rappera inglesa.  Llegó a los primeros planos en los últimos años de la década de 1980 y principios de la de 1990 tanto por su colaboración con Beatmasters como con su carrera solista subsiguiente.

## Discografía

### Álbumes
| Año  | Detalles de álbum                   | Posiciones en los rankings | Posiciones en los rankings | Posiciones en los rankings | Posiciones en los rankings | Certificaciones        |
| Año  | Detalles de álbum                   | Reino Unido                | AUS                        | NLD                        | NZ                         | Certificaciones        |
| ---- | ----------------------------------- | -------------------------- | -------------------------- | -------------------------- | -------------------------- | ---------------------- |
| 1990 | Boomania                            | 4                          | 68                         | 88                         | 25                         | - Reino Unido: Platino |
| 1992 | GRRR! It's Betty Boo                | 62                         | –                          | –                          | –                          |                        |
| 1999 | Doin' the Do: The Best of Betty Boo | –                          | –                          | –                          | –                          |                        |

### Singles
| Año                                                           | Sencillo                                                                                  | Posiciones | Posiciones | Posiciones | Posiciones | Posiciones | Posiciones | Posiciones | Posiciones | Posiciones | Posiciones | Posiciones | Álbum                |
| Año                                                           | Sencillo                                                                                  | UK         | IRE        | NED        | BEL (FLA)  | GER        | SWI        | SWE        | AUS        | NZ         | US         | US Dance   | Álbum                |
| ------------------------------------------------------------- | ----------------------------------------------------------------------------------------- | ---------- | ---------- | ---------- | ---------- | ---------- | ---------- | ---------- | ---------- | ---------- | ---------- | ---------- | -------------------- |
| 1989                                                          | "Hey DJ / I Can't Dance (To That Music You're Playing)" (Beatmasters featuring Betty Boo) | 7          | 17         | 14         | 35         | 93         | –          | –          | 88         | 10         | –          | —          | Boomania             |
| 1990                                                          | "Doin' the Do"                                                                            | 7          | 9          | 9          | 8          | –          | –          | –          | 3          | 4          | 90         | 1          | Boomania             |
| 1990                                                          | "Where Are You Baby?"                                                                     | 3          | 6          | 16         | –          | 29         | 13         | –          | 19         | 11         | –          | —          | Boomania             |
| 1990                                                          | "24 Hours"                                                                                | 25         | 17         | 74         | –          | 32         | 10         | –          | 94         | –          | –          | —          | Boomania             |
| 1992                                                          | "Let Me Take You There"                                                                   | 12         | 13         | 61         | –          | 50         | 18         | 38         | 97         | –          | –          | —          | Grrr! It's Betty Boo |
| 1992                                                          | "I'm on My Way"                                                                           | 44         | –          | –          | –          | –          | –          | –          | –          | –          | –          | —          | Grrr! It's Betty Boo |
| 1992                                                          | "Thing Goin' On" (US only)                                                                | –          | –          | –          | –          | –          | –          | –          | –          | –          | –          | 5          | Grrr! It's Betty Boo |
| 1993                                                          | "Hangover"                                                                                | 50         | –          | –          | –          | –          | –          | –          | –          | –          | –          | —          | Grrr! It's Betty Boo |
| 1993                                                          | "Catch Me" (US only)                                                                      | –          | –          | –          | –          | –          | –          | –          | –          | –          | –          | 14         | Grrr! It's Betty Boo |
| 2006                                                          | "Wigwam" (as part of WigWam)                                                              | 60         | –          | –          | –          | –          | –          | –          | –          | –          | –          | —          | singles only         |
| 2007                                                          | "Take Off" (Jack Rokka vs Betty Boo)                                                      | 92         | –          | –          | –          | –          | –          | –          | –          | –          | –          | —          | singles only         |
| "—" denotes releases that did not chart or were not released. |                                                                                           |            |            |            |            |            |            |            |            |            |            |            |                      |